# 측백나무
측백나무는 구과식물의 하나로 측백나무속의 유일한 종이다. 중국 북부가 원산지로, 한국,인도, 이란 등 다양한 아시아 지역에서 자생한다.
측백나무와 유전적으로 밀접한 관련이 있어서 ‘Microbiota decussata’를 측백나무속에 편입시키고자 하는 의견이 있으나 널리 받아들여지지 않는다. 가까운 속으로 향나무속, 실측백나무속이 있으며 측백나무와 접붙이기가 가능하다. 다른 문헌에서는 측백나무를 눈측백속(Thuja)에 포함하기도 하지만, 유전적으로 거리가 멀다. 구과 열매가 다르고, 씨에 날개가 달리지 않는 점, 향기가 없는 점이 다르다.

## 특징
측백나무는 매우 크게 자라는 교목으로 별사탕 모양의 '백자인'이라는 열매가 가지마다 열린다. 천연기념물 255호로 지정된 안동 구리 측백나무 숲의 측백나무는 키가 10미터가 훨씬 넘고 밑둥의 둘레도 2미터를 넘는다. 측백나무는 상록수이며 수피는 세로로 깊게 갈라진다. 잎은 비늘처럼 나란히 포개져 달려 손바닥을 펼친 모양이다. 잎은 앞뒤의 모양이 같다. 댤걀 모양의 수꽃과 암꽃이 한나무에 달린다.(암수한그루) 

## 생태
한국에서 천연기념물로 지정된 측백나무는 석회암 토양에 가파른 절벽, 암석 틈의 빈약한 토양에서 자라고 있으며 그 앞에 물이 흐르는 등 환경 조건이 매우 유사하다. 자연 상태에서는 비교적 잘 자라고 농장, 아파트 단지 등에서 조경용으로 심는다. 화분에 식재할 경우 가뭄과 더위로 인한 수분 및 영양분 부족 등으로 고사할 수 있으므로 주의해야 한다.

## 같이 보기
여러 측백나무 자생지가 천연기념물로 보호받고 있다.
- 달성의 측백수림 - 천연기념물 제1호
- 영천리의 측백수림 - 천연기념물 제62호
- 영양의 측백수림 - 제114호
- 안동 구리의 측백나무 자생지 - 제252호
- 삼청동의 측백 - 제255호

## 사진

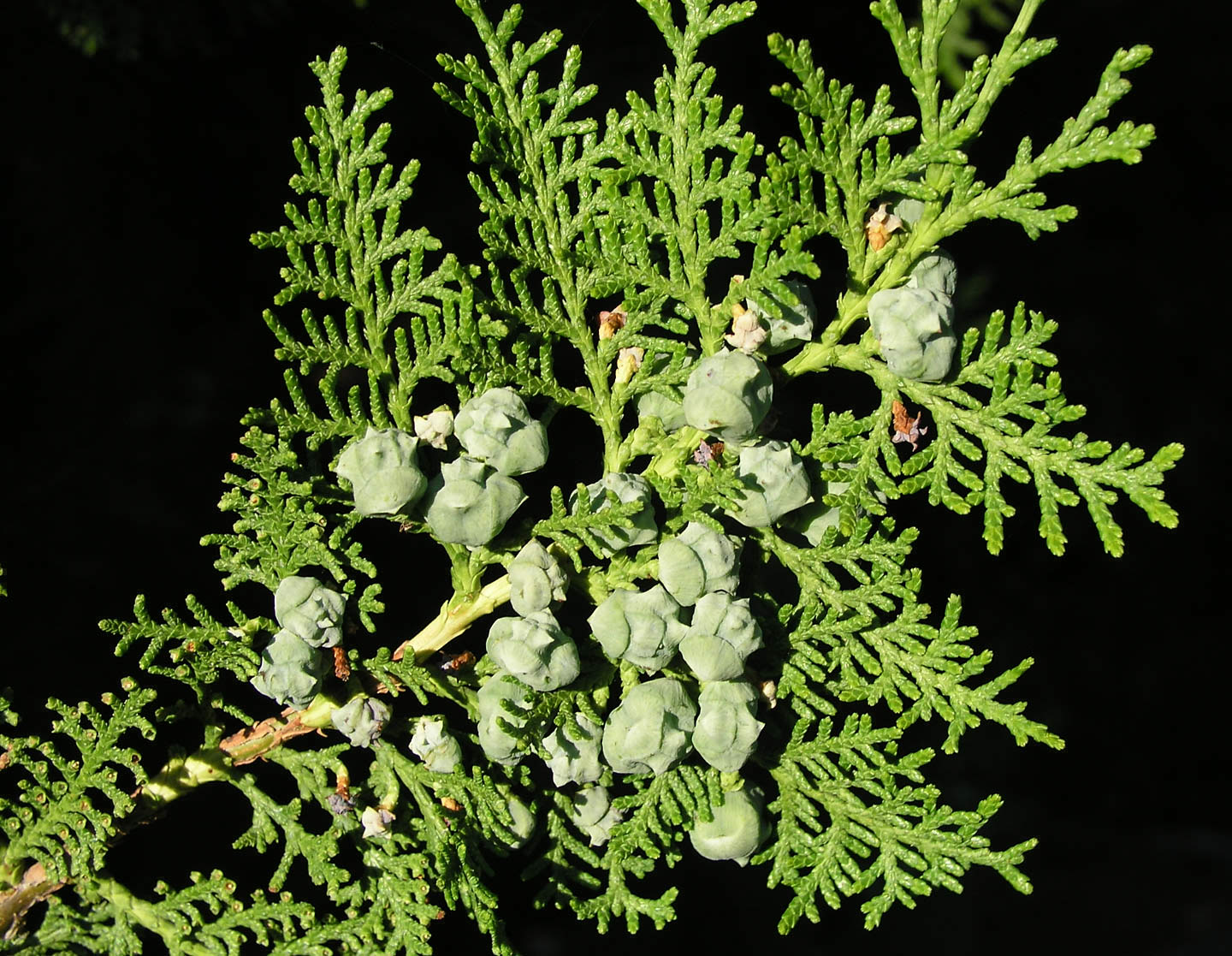
덜 익은 열매와 잎
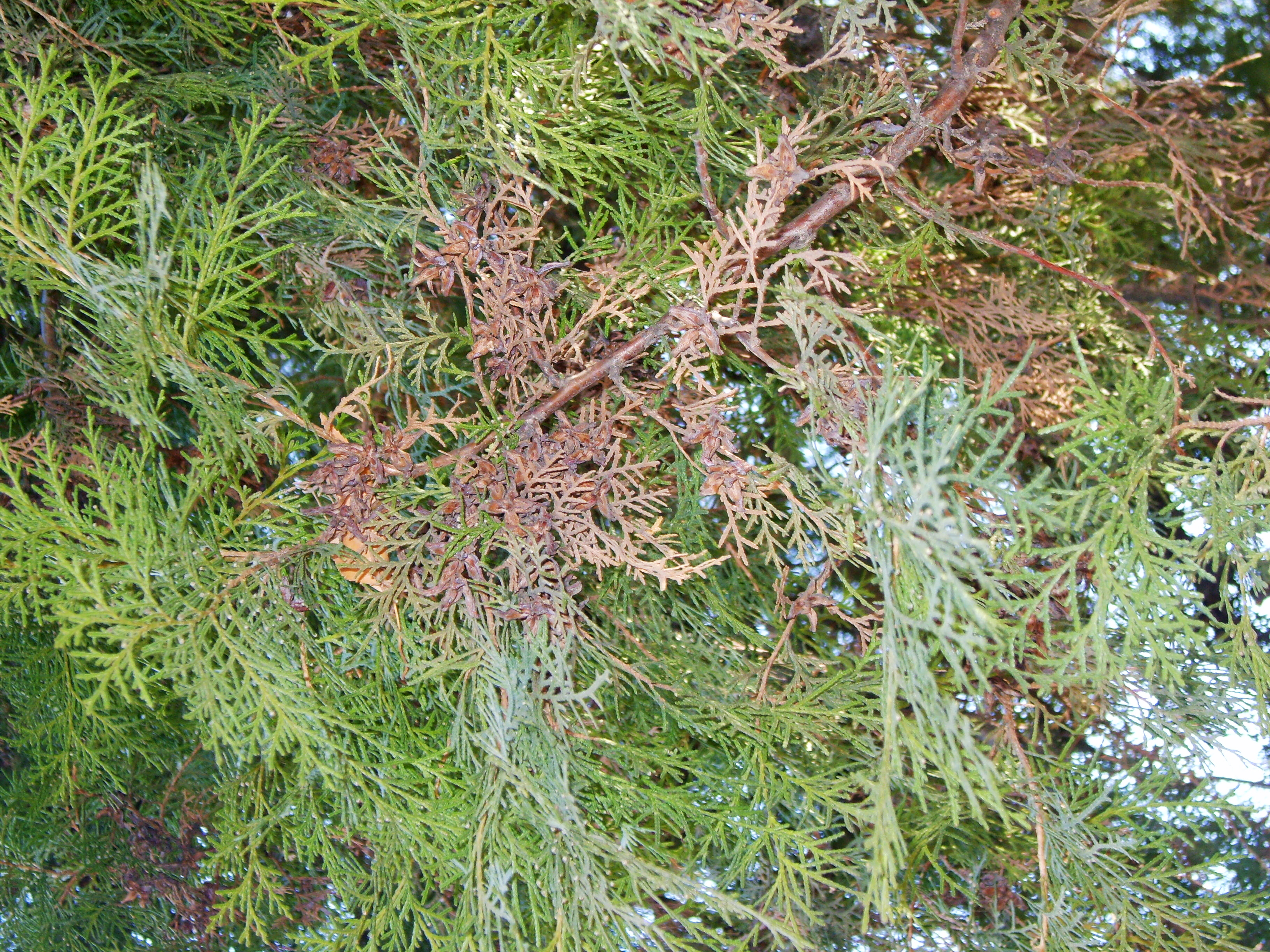
한겨울에 씨를 퍼뜨리고 남은 열매 깍지와 잎. 갈색으로 보이는 것들이 씨를 뱉고 아직 떨어지지 않은 열매 깍지이다.